# Marina Rossell

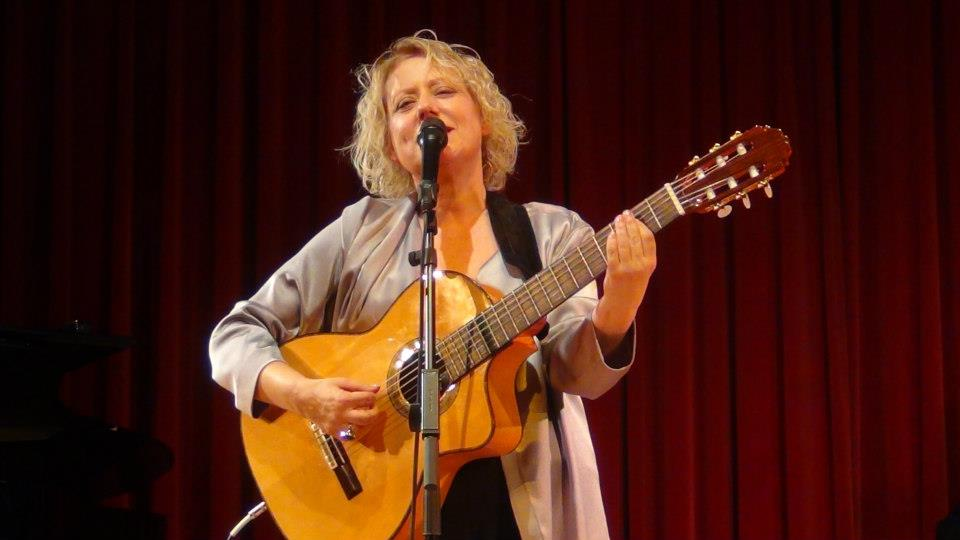
Marina Rossell, 2013

Marina Rossell i Figueras (* 17. Januar 1954 in Castellet i la Gornal, Barcelona) ist eine katalanische Sängerin und singt spanische und katalanische Texte.
Sie ist einer der wichtigsten Sänger des modernen katalanischen Lieds. Sie singt traditionelle und revolutionäre klassische katalanische Lieder, Habaneras und eigene Kompositionen.
Sie hat mit Georges Moustaki, Montserrat Caballé, Luis Eduardo Aute, Carlos Cano, Pedro Guerra oder Tomatito zusammengearbeitet und sie hat in Europa, Lateinamerika und Nordafrika gesungen.

## Diskografie
- Si volíeu escoltar, 1975
- Penyora, 1978
- Cos meu recorda, 1982
- Barca del temps, 1985
- Cinema blau, 1990
- Marina, 1993
- Ha llovido, 1996
- Entre linies, 1997
- Y rodará el mundo, 2000
- Cap al cell, 2002
- Marítim, 2003
- Nadal, 2005
- Vistas al mar, 2006
- Clàssics catalans, 2007
- Marina Rossell al Liceu, DVD 2008
- Inicis 1977-1990, 2011
- Marina Rossell canta Moustaki, 2011
- Canta a Moustaki, Vol. 2, 2014
- Cançons de la resistencia, 2015